# 대훈위 이화대수장

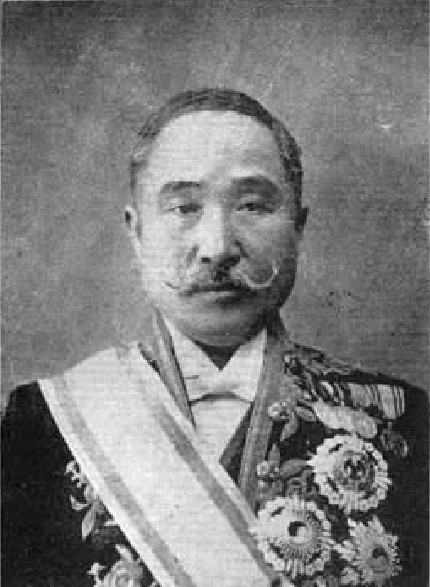
이화대수장과 서성대수장, 태극대수장을 패용한 민병석

대훈위 이화대수장(大勳位李花大綬章)은 대한제국의 훈장 가운데 하나이며 7종류의 훈장 중에서 세 번째 훈격의 훈장이다.

## 역사
대훈위 이화대수장은 1897년(광무 1년) 4월 17일에 대한제국 칙령 제13호로 〈훈장 조례〉(勳章條例)가 반포되면서 제정되었다. 훈등은 대훈위(大勳位)이고 등급은 없으며 대훈위서성대수장 아래에 있고, 태극일등장 위에 있다. 훈장의 명칭은 나라의 문양에서 취하였다. 문무관 중에서 태극일등장을 받은 자가 특별한 훈공이 있을 때 황제의 특지(特旨)로 수여되었다.

## 형태
대훈위 이화대수장은 정장(正章)과 부장(副章)으로 구성된다. 정장의 장(章), 즉 문채의 재질은 금(金)이며, 지름은 2치(寸) 5푼(分)이다. 백색 선을 두른 청홍색의 태극을 중앙에 두고 이중으로 이루어진 홍백색 광선을 둘렀으며, 그 외변에는 십자형의 백색 광선이 이어졌다. 광선 사이마다 백색의 오얏꽃(李花)을 세 송이씩 배열하였다. 정장의 꼭지와 고리의 재질은 금이며 백색의 오얏꽃을 세 장의 녹색 잎이 받치고 있는 형상으로 잎사귀 뒷면에는 전서체의 ‘훈공정장(勳功旌章)’이 가로쓰기로 새겨져 있다. 부장의 문채는 정장과 같지만 너비가 3치이고, 재질은 금·은이며, 뒷면에 은제 패침이 있고 전서체로 ‘훈공정장’이 음각되어 있다.
대훈위 이화대수장을 패용할 때는 붉은색 바탕에 황변직(黃邊織)으로 이루어진 대수(大綬)를 오른쪽 어깨에서 왼쪽 옆구리에 두른 다음에 끝부위에서 교차하여 오얏꽃을 천으로 접어달고 그 밑에 정장을 달았으며, 부장은 왼쪽 가슴에 단다. 약수(略綬)는 대수와 재질이 같고 그 모양은 원형으로 중앙에 황색의 오얏꽃이 있으며 외변선을 둘렀으며, 통상 예복 착용시에 왼쪽 옷깃 단추 구멍에 걸어서 패용한다.

## 수장자 명단
| 연도               | 일자      | 이름                | 직책·작위                  | 국적      | 출처 |
| ------------------ | --------- | ------------------- | -------------------------- | --------- | ---- |
| 1902년 (광무 6년)  | 3월 16일  | 심순택              | 영돈녕원사                 | 대한제국  | 실록 |
| 1902년 (광무 6년)  | 3월 24일  | 이노우에 가오루     | 특명부전권판리대신         | 일본 제국 | 실록 |
| 1904년 (광무 8년)  | 9월 16일  | 윤용선              | 특진관                     | 대한제국  | 실록 |
| 1904년 (광무 8년)  | 9월 16일  | 이재완              | 완순군                     | 대한제국  | 실록 |
| 1904년 (광무 8년)  | 9월 16일  | 민영환              | 원수부 회계국 총장         | 대한제국  | 실록 |
| 1904년 (광무 8년)  | 9월 19일  | 고무라 주타로       | 외무대신                   | 일본 제국 | 실록 |
| 1904년 (광무 8년)  | 9월 19일  | 다나카 미쓰아키     | 궁내대신                   | 일본 제국 | 실록 |
| 1905년 (광무 9년)  | 1월 18일  | 하세가와 요시미치   | 육군대장, 남작             | 일본 제국 | 실록 |
| 1905년 (광무 9년)  | 2월 27일  | 혁광                | 경친왕                     | 청나라    | 실록 |
| 1905년 (광무 9년)  | 3월 7일   | 오카사와 구와시     | 시종무관장, 육군대장, 남작 | 일본 제국 | 실록 |
| 1905년 (광무 9년)  | 3월 19일  | 이재각              | 의양군                     | 대한제국  | 실록 |
| 1905년 (광무 9년)  | 5월 28일  | 오우라 가네다케     | 체신대신                   | 일본 제국 | 실록 |
| 1905년 (광무 9년)  | 6월 29일  | 도쿠다이지 사네쓰네 | 시종장, 후작               | 일본 제국 | 실록 |
| 1906년 (광무 10년) | 6월 22일  | 노즈 미치쓰라       | 육군대장, 백작             | 일본 제국 | 실록 |
| 1906년 (광무 10년) | 6월 22일  | 이토 스케유키       | 해군대장, 자작             | 일본 제국 | 실록 |
| 1906년 (광무 10년) | 6월 22일  | 이노우에 요시카     | 해군대장, 남작             | 일본 제국 | 실록 |
| 1906년 (광무 10년) | 8월 29일  | 오시마 요시마사     | 육군대장, 남작             | 일본 제국 | 실록 |
| 1906년 (광무 10년) | 11월 28일 | 구로키 다메모토     | 육군대장                   | 일본 제국 | 실록 |
| 1906년 (광무 10년) | 11월 28일 | 데라우치 마사타케   | 육군대신                   | 일본 제국 | 실록 |
| 1907년 (광무 11년) | 3월 15일  | 이근명              | 영돈녕사사                 | 대한제국  | 실록 |
| 1907년 (광무 11년) | 3월 15일  | 민영휘              | 표훈원 총재                | 대한제국  | 실록 |
| 1907년 (광무 11년) | 5월 1일   | 도쿠가와 이에사토   | 공작                       | 일본 제국 | 실록 |
| 1907년 (광무 11년) | 5월 28일  | 이은                | 영친왕                     | 대한제국  | 실록 |
| 1907년 (융희 1년)  | 9월 7일   | 민병석              | 시종원경                   | 대한제국  | 실록 |
| 1907년 (융희 1년)  | 9월 19일  | 이재면              | 완흥군                     | 대한제국  | 실록 |
| 1907년 (융희 1년)  | 10월 10일 | 민영규              | 태의원 도제조              | 대한제국  | 실록 |
| 1907년 (융희 1년)  | 10월 18일 | 이와쿠라 도모사다   | 추밀원 고문관, 공작        | 일본 제국 | 실록 |
| 1907년 (융희 1년)  | 10월 18일 | 하나부사 요시모토   | 궁내차관, 자작             | 일본 제국 | 실록 |
| 1907년 (융희 1년)  | 10월 25일 | 이완용              | 내각총리대신               | 대한제국  | 실록 |
| 1907년 (융희 1년)  | 10월 30일 | 윤택영              | 해풍부원군                 | 대한제국  | 실록 |
| 1907년 (융희 1년)  | 12월 2일  | 이준용              | 영선군                     | 대한제국  | 실록 |
| 1908년 (융희 2년)  | 1월 18일  | 소네 아라스케       | 통감부 부통감              | 일본 제국 | 실록 |
| 1908년 (융희 2년)  | 1월 29일  | 하라 다카시         | 내무대신                   | 일본 제국 | 실록 |
| 1908년 (융희 2년)  | 1월 29일  | 사카타니 요시로     | 대장대신, 남작             | 일본 제국 | 실록 |
| 1908년 (융희 2년)  | 1월 29일  | 사이토 마코토       | 해군대신, 남작             | 일본 제국 | 실록 |
| 1908년 (융희 2년)  | 1월 29일  | 마쓰다 마사히사     | 사법대신                   | 일본 제국 | 실록 |
| 1908년 (융희 2년)  | 1월 29일  | 마키노 노부아키     | 문부대신, 남작             | 일본 제국 | 실록 |
| 1908년 (융희 2년)  | 1월 29일  | 야마가타 이사부로   | 체신대신                   | 일본 제국 | 실록 |
| 1908년 (융희 2년)  | 1월 29일  | 마쓰오카 야스코와   | 농상무대신                 | 일본 제국 | 실록 |
| 1908년 (융희 2년)  | 1월 29일  | 스에마쓰 노리즈미   | 추밀원 고문, 자작          | 일본 제국 | 실록 |
| 1908년 (융희 2년)  | 1월 29일  | 가가와 게이조       | 황후궁대부, 백작           | 일본 제국 | 실록 |
| 1908년 (융희 2년)  | 1월 29일  | 도다 우지타카       | 식부장, 백작               | 일본 제국 | 실록 |
| 1908년 (융희 2년)  | 1월 29일  | 와타나베 치아키     | 내장두, 자작               | 일본 제국 | 실록 |
| 1908년 (융희 2년)  | 2월 14일  | 이지용              | 중추원 고문                | 대한제국  | 실록 |
| 1908년 (융희 2년)  | 2월 14일  | 이윤용              | 궁내부 대신                | 대한제국  | 실록 |
| 1908년 (융희 2년)  | 10월 10일 | 나베시마 나오히로   | 궁중 고문관, 후작          | 일본 제국 | 실록 |
| 1908년 (융희 2년)  | 10월 29일 | 오카자키 세이조     | 육군중장, 남작             | 일본 제국 | 실록 |
| 1909년 (융희 3년)  | 4월 9일   | 오쿠보 하루노       | 육군대장, 남작             | 일본 제국 | 실록 |
| 1909년 (융희 3년)  | 5월 26일  | 니시지마 스케요시   | 육군중장                   | 일본 제국 | 실록 |
| 1909년 (융희 3년)  | 6월 8일   | 이주인 고로         | 해군중장, 남작             | 일본 제국 | 실록 |
| 1909년 (융희 3년)  | 6월 8일   | 데와 시게토         | 해군중장, 남작             | 일본 제국 | 실록 |
| 1910년 (융희 4년)  | 4월 5일   | 조병호              | 규장각 지후관              | 대한제국  | 실록 |
| 1910년 (융희 4년)  | 5월 19일  | 이시구로 다다노리   | 육군군의총감, 남작         | 일본 제국 | 실록 |
| 1910년 (융희 4년)  | 8월 26일  | 박제순              | 내부대신                   | 대한제국  | 실록 |
| 1910년 (융희 4년)  | 8월 26일  | 고영희              | 탁지부대신                 | 대한제국  | 실록 |
| 1910년 (융희 4년)  | 8월 26일  | 이용직              | 학부대신                   | 대한제국  | 실록 |
| 1910년 (융희 4년)  | 8월 26일  | 조중응              | 농상공부대신               | 대한제국  | 실록 |
| 1910년 (융희 4년)  | 8월 26일  | 김윤식              | 중추원 의장                | 대한제국  | 실록 |
| 1910년 (융희 4년)  | 8월 26일  | 윤덕영              | 시종원경                   | 대한제국  | 실록 |
| 1910년 (융희 4년)  | 8월 26일  | 이병무              | 시종무관장                 | 대한제국  | 실록 |
| 1910년 (융희 4년)  | 8월 27일  | 이해창              | 창산군                     | 대한제국  | 실록 |
| 1910년 (융희 4년)  | 8월 27일  | 이해승              | 청풍군                     | 대한제국  | 실록 |

## 같이 보기
- 대한제국
- 대한제국의 훈장

## 참고 문헌
- 《고종실록》
- 《순종실록》
- 이강칠 (1999), 《대한제국시대 훈장제도》, 백산출판사. ISBN 9788977392595